# Епархия Экити
Епархия Экити (лат. Dioecesis Ekitiensis) — епархия Римско-Католической церкви c центром в городе Адо-Экити, Нигерия. Епархия Экити входит в митрополию Ибадана. Кафедральным собором епархии Экити является церковь святого Патрика.

## История
30 июля 1972 года Римский папа Павел VI издал буллу Divinum mandatum, которой учредил епархию Адо-Экити, выделив её из епархии Ондо. В этот же день епархия Адо-Экити вошла в митрополию Лагоса.
11 декабря 1972 года епархия Адо-Экити была переименована в епархию Экити.
26 марта 1994 года епархия Экити вошла в митрополию Ибадана.

## Ординарии епархии
- епископ Michael Patrick Olatunji Fagun (1972 — 2010);
- епископ Felix Femi Ajakaye (2010 — по настоящее время).

## Источник
- Annuario Pontificio, Libreria Editrice Vaticana, Città del Vaticano, 2003, ISBN 88-209-7422-3
- Булла Divinum mandatum  (лат.)